# Jorne Spileers
Jorne Spileers, né le 21 janvier 2005 à Audenarde en Belgique, est un footballeur international belge qui joue au poste de défenseur au Club Bruges KV.

## Biographie

### En club

#### Jeunesse et formation
Ayant grandi à Renaix, où il commence à pratiquer le football, Jorne Spileers est passé par le SV Zulte Waregem avant de rejoindre le centre de formation du Club Bruges KV,.

#### Essor avec le Club NXT (2020-2022)
Le 26 février 2021, Jorne Spileers fait ses débuts avec le Club NXT, l'équipe réserve de Bruges, remplaçant Noah Mbamba à la mi-temps d'une défaite 1-3 en deuxième division contre le RWD Molenbeek.
Lors de la saison suivante, alors que la deuxième équipe du Club est exclue de la D1B pour cet exercice, il évolue avec les équipes de jeunes brugeoises, notamment en UEFA Youth League, où ils parviennent à s'extraire d'un groupe incluant le PSG, Manchester City et le RB Leipzig, notamment à la faveur d'une double victoire contre les allemands,.
Ce n'est finalement qu'une victoire inespérée du Paris de Warren Zaïre-Emery — dans les derniers instants du dernier match de poule — qui les prive d'une première place dans le groupe et une qualification directe en huitième, alors qu'ils étaient jusqu'ici invaincus.

#### Débuts avec l'équipe première de Bruges (depuis 2022)
Lors du début de saison 2022-23, Jorne Spileers s'illustre d'abord avec la réserve, notamment lors d'une victoire 2-1 contre le RWD Molenbeek, et surtout en UEFA Youth League, où il est protagoniste — avec un but et une passe décisive — lors de la victoire 4-1 contre le Bayer Leverkusen de Zidan Sertdemir, en ouverture de la compétition.
Mais avec les blessures de plus ou moins longue durée de joueurs comme Boyata, Sylla, Mata ou Meijer. Il se voit propulsé dans l'équipe première par Carl Hoefkens,.
Il joue ainsi son premier match avec l'équipe première du Club Bruges KV le 1er octobre 2022 lors du match de championnat contre le KV Malines. Titulaire aux côtés de Brandon Mechele en défense centrale, il permet aux siens de s'imposer 3-0 à domicile,.
Spileers fait ensuite ses débuts en Ligue des champions le 4 octobre 2022, remplaçant Abakar Sylla lors d'une victoire 2-0 en poule contre l'Atletico de Madrid.

### En sélections nationales
International belge en équipes de jeunes, Jorne Spileers compte plusieurs sélections avec les moins de 15, moins de 17 et moins de 19 ans.
Le 1er septembre 2023, il est appelé pour la première fois chez les espoirs par le nouveau sélectionneur, Gill Swerts.
Le 14 novembre 2023, Jorne Spileers est appelé par Domenico Tedesco, sélectionneur national, en équipe première pour le match amical du 15 novembre face à la Serbie. Il y remplace Alexis Saelemaekers, forfait pour cette rencontre.

## Statistiques

### En club
| Saison                | Club                  | Championnat           | Championnat | Championnat | Championnat | Coupe(s) nationale(s) | Coupe(s) nationale(s) | Coupe(s) nationale(s) | Supercoupe | Supercoupe | Supercoupe | Compétition(s) continentale(s) | Compétition(s) continentale(s) | Compétition(s) continentale(s) | Compétition(s) continentale(s) | Autres compétitions | Autres compétitions | Autres compétitions | Autres compétitions | Total | Total | Total |
| Saison                | Club                  | Division              | M.          | B.          | P.d.        | M.                    | B.                    | P.d.                  | M.         | B.         | P.d.       | Comp.                          | M.                             | B.                             | P.d.                           | Comp.               | M.                  | B.                  | P.d.                | M.    | B.    | P.d.  |
| 2020-2021             | Club NXT              | Division 1B           | 1           | 0           | 0           | -                     | -                     | -                     | -          | -          | -          | -                              | -                              | -                              | -                              | -                   | -                   | -                   | -                   | 1     | 0     | 0     |
| 2022-2023             | Club NXT              | Division 1B           | 15          | 1           | 1           | -                     | -                     | -                     | -          | -          | -          | -                              | -                              | -                              | -                              | PO                  | 1                   | 0                   | 0                   | 16    | 1     | 1     |
| 2024-2025             | Club NXT              | Division 1B           | 4           | 0           | 0           | -                     | -                     | -                     | -          | -          | -          | -                              | -                              | -                              | -                              | -                   | -                   | -                   | -                   | 4     | 0     | 0     |
| Sous-total            | Sous-total            | Sous-total            | 20          | 1           | 1           | -                     | -                     | -                     | -          | -          | -          | -                              | -                              | -                              | -                              | -                   | 1                   | 0                   | 0                   | 21    | 1     | 1     |
| 2022-2023             | Club Bruges KV        | Division 1A           | 8           | 0           | 0           | 0                     | 0                     | 0                     | -          | -          | -          | C1                             | 1                              | 0                              | 0                              | PO1                 | 3                   | 0                   | 0                   | 12    | 0     | 0     |
| 2023-2024             | Club Bruges KV        | Division 1A           | 27          | 0           | 1           | 2                     | 0                     | 0                     | -          | -          | -          | C4                             | 12                             | 1                              | 1                              | PO1                 | 2                   | 0                   | 0                   | 43    | 1     | 2     |
| 2024-2025             | Club Bruges KV        | Division 1A           | 9           | 1           | 0           | 2                     | 0                     | 0                     | 1          | 0          | 0          | C1                             | 0                              | 0                              | 0                              | PO1                 | 0                   | 0                   | 0                   | 12    | 1     | 0     |
| 2025-2026             | Club Bruges KV        | Division 1A           | 4           | 0           | 0           | -                     | -                     | -                     | 1          | 0          | 0          | C1                             | 3                              | 1                              | 0                              | -                   | -                   | -                   | -                   | 8     | 1     | 0     |
| Sous-total            | Sous-total            | Sous-total            | 48          | 1           | 1           | 4                     | 0                     | 0                     | 2          | 0          | 0          | -                              | 16                             | 2                              | 1                              | -                   | 5                   | 0                   | 0                   | 75    | 3     | 2     |
| Total sur la carrière | Total sur la carrière | Total sur la carrière | 68          | 2           | 2           | 4                     | 0                     | 0                     | 2          | 0          | 0          | -                              | 16                             | 2                              | 1                              | -                   | 6                   | 0                   | 0                   | 96    | 4     | 3     |

## Palmarès

### En club
| Club Bruges KV - Championnat de Belgique (1) : - Champion : 2024. - Vice-champion : 2025. - Supercoupe de Belgique (1) : - Vainqueur : 2025. - Finaliste : 2024. |